# 하이퍼랩스
하이퍼랩스(hyperlapse) 또는 무빙 타임랩스(moving time-lapse), 스톱 모션 타임랩스(stop-motino time-lapse), 워크랩스(walklapse), 스페이스랩스(spacelapse)는 모션 샷을 만들기 위한 타임랩스 사진 기술이다. 가장 간단한 형태의 하이퍼랩스는 각 샷 사이에 카메라를 짧은 거리로 이동하여 달성된다. 하이퍼랩스 기법을 사용한 최초의 영화는 1995년으로 거슬러 올라간다.

## 기법
정기적인 저속 촬영은 카메라를 삼각대에 장착하거나 전동 돌리 및 팬 앤 틸트 헤드를 사용하여 일정한 간격으로 사진을 촬영하여 장면에 제한된 동작을 추가하는 것이다. 하이퍼랩스는 시간 경과 원리에 의존하지만 훨씬 더 먼 거리에 움직임을 추가한다. 이 기법을 사용하면 긴 노출을 사용하여 모션 블러를 만들 수 있다. 결과 이미지 시퀀스는 후반 작업에서 안정화된다. 카메라를 핸드헬드 짐벌에 장착하여 걷는 동안 부드러운 움직임을 얻을 수도 있다.
"워킹 하이퍼랩스"는 프레임에 있는 사람이 지정된 간격으로 걸어야 하는 특수 하이퍼랩스 기술이다. 재생될 때 사람은 정상 속도로 걷는 것처럼 보이지만 다른 모든 것은 장면에서 빠르게 움직이는 것처럼 보인다. 예를 들어, 사람이 분당 124비트로 걷는 동안 초당 1프레임으로 기록되는 하이퍼랩스는 걸을 때마다 프레임을 캡처한다. 하이퍼랩스가 초당 24프레임으로 재생되면 사람은 정상 속도로 걷는 것처럼 보인다.

## 역사
하이퍼랩스 기술을 사용한 첫 번째 영화는 1980년대와 1990년대 동안 실험을 거친 후 가이 로널드(Guy Roland)가 1995년 몬트리올에서 슈퍼 8 필름으로 촬영한 페이서(Pacer)인 것으로 보인다. "하이퍼 랩스"라는 용어 자체는 2011년 미국 영화 제작자 댄 에커트(Dan Eckert)가 처음 사용했으며 2012년 샤하브 가브리엘 베즈미의 베를린 하이퍼 랩스에 의해 지속적으로 만들어졌다.
구글 스트리트 뷰 및 구글 지도에서 파생된 이미지로 만든 영화는 하이퍼랩스 동영상이라고도 한다. 하이퍼랩스 스타일 비디오를 제작하는 데 도움이 될 수 있는 소프트웨어에는 인스타그램의 하이퍼랩스와 마이크로소프트의 유사한 이름의 프로그램이 포함된다.
무인 항공기는 적어도 2015년부터 공중 하이퍼랩스를 생성하는 데 사용되었다.
하이퍼랩스의 하위 장르는 플로우모션과 하이퍼줌이다.